# Hans Brunner (Maler, 1813)

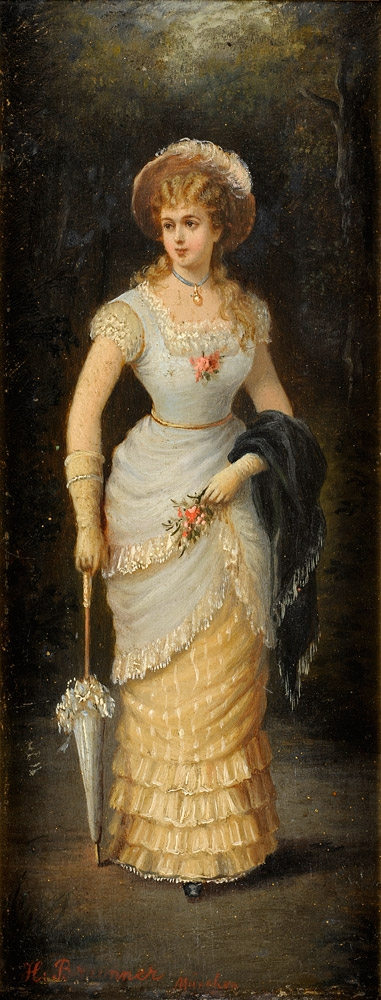
Hans Brunner: Damenporträt, Signiert. Öl auf Holz, 30 × 12,5 cm

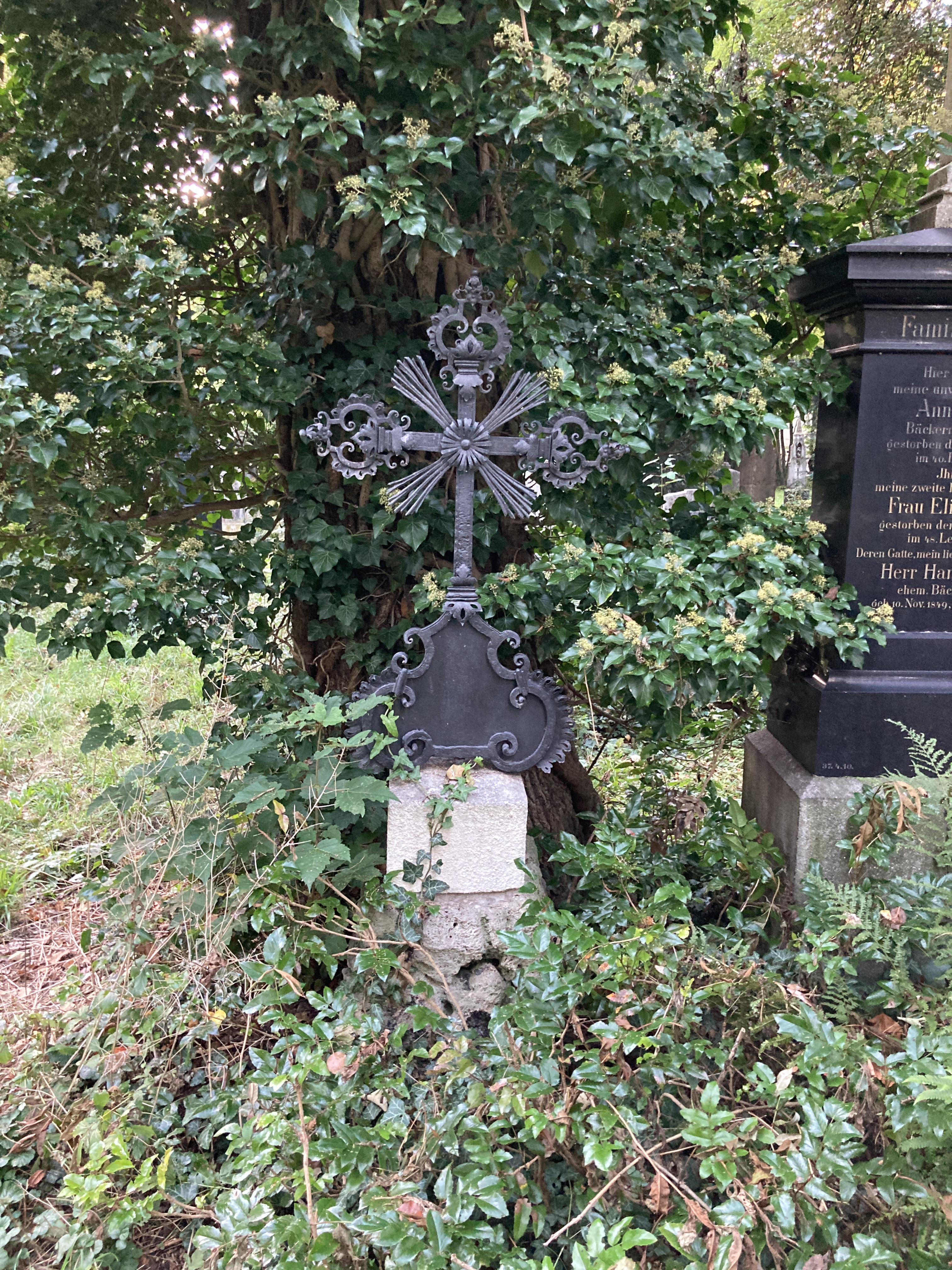
Grab von Hans Brunner auf dem Alten Südlichen Friedhof in München

Hans Brunner (* 2. März 1813 in München; † 28. Juli 1888 ebenda) war ein deutscher Maler.

## Leben und Wirken
Hans Brunner besuchte zunächst ein Polytechnikum. Danach studierte er bei Peter von Cornelius an der Münchner Königlichen Akademie. Ab 1840 lebte er in Salzburg, danach zeitweise in Innsbruck und Meran, zwischen 1866 und 1869 in Stuttgart und anschließend in München.
Brunner war ab 1851 Mitglied des Münchner Kunstvereins. Er starb 1888 im Alter von 75 Jahren in München. Die Grabstätte von Hans Brunner befindet sich auf dem Alten Südlichen Friedhof in München (Gräberfeld 37 – Reihe 4 – Platz 9) Standort.

## Werk
Hans Brunner war ein Genre- und Porträtmaler, der überwiegend Szenen aus Oberbayern (z. B. Jäger, Sennerinnen, Gebirgsbauern) malte, außerdem volkstümliche Darstellungen aus dem Dreißigjährigen Krieg und Porträts Tiroler Adliger. Zu seinen Werken gehören u. a.:
- Bilder aus dem Dreißigjährigen Kriege (1835)
- Wirtsstuben mit Reisläufern und Kriegsknechten (1836)
- Mönche im Klostergarten (1847)
- Wildfrauen vom Untersberg (1851)